# BAHN

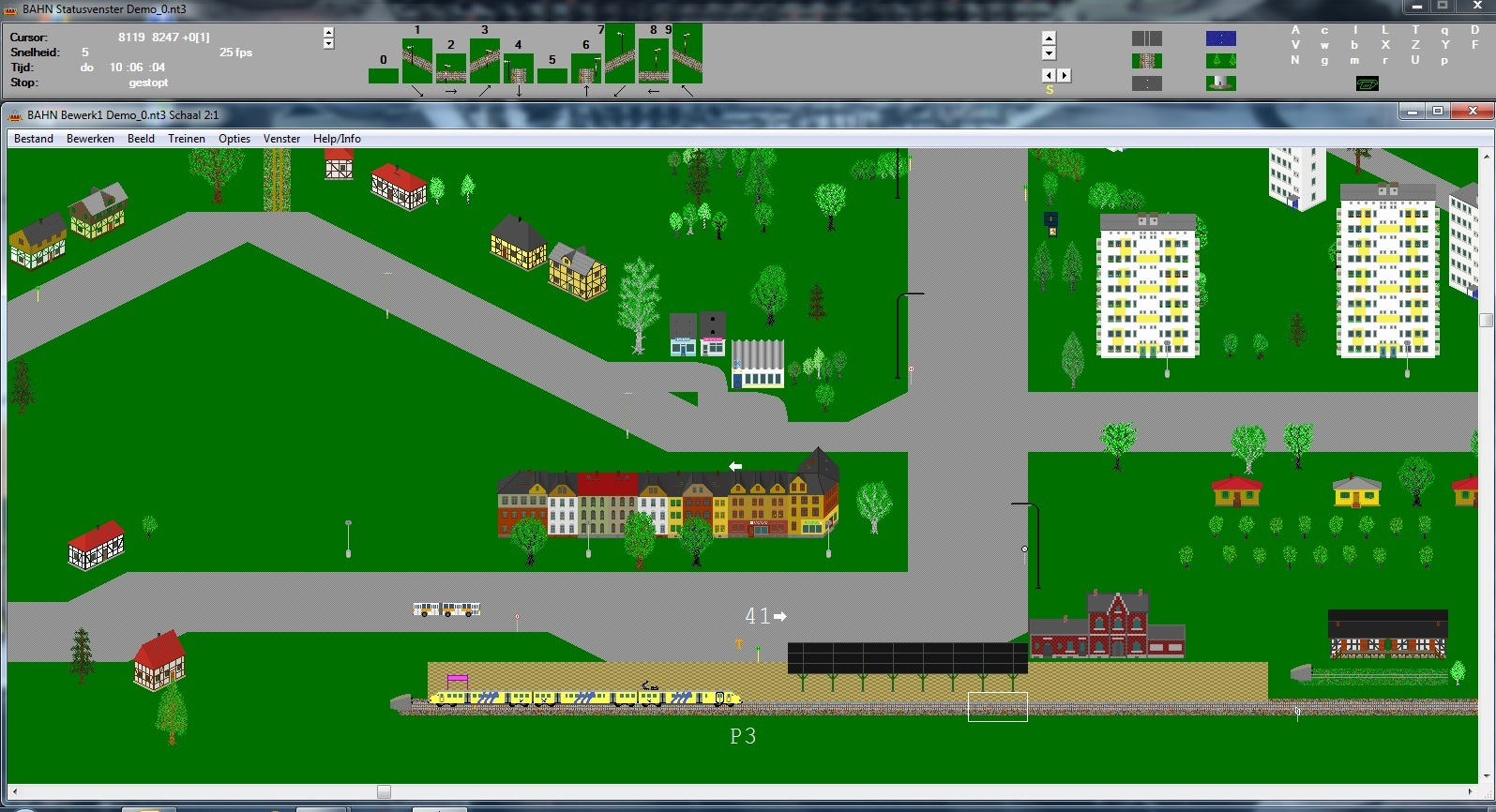
BAHN-screenshot.

BAHN is een shareware spoorwegsimulatieprogramma geschreven door Jan Bochmann uit Dresden.
Met BAHN kunnen spoorwegnetten worden gebouwd van honderden kilometers lengte waarover duizenden treinen rijden volgens meer dan duizend lijnen. Rangeerbewegingen, zoals aan- en afkoppelen en het samenstellen van nieuwe treinen, behoren ook tot de mogelijkheden. Anders dan bij een modeltrein kan hiermee een realistisch functionerend spoornet worden gebouwd, dat zeer weinig ruimte nodig heeft. De treinenloop kan op maximaal 6 schermen worden gevolgd.

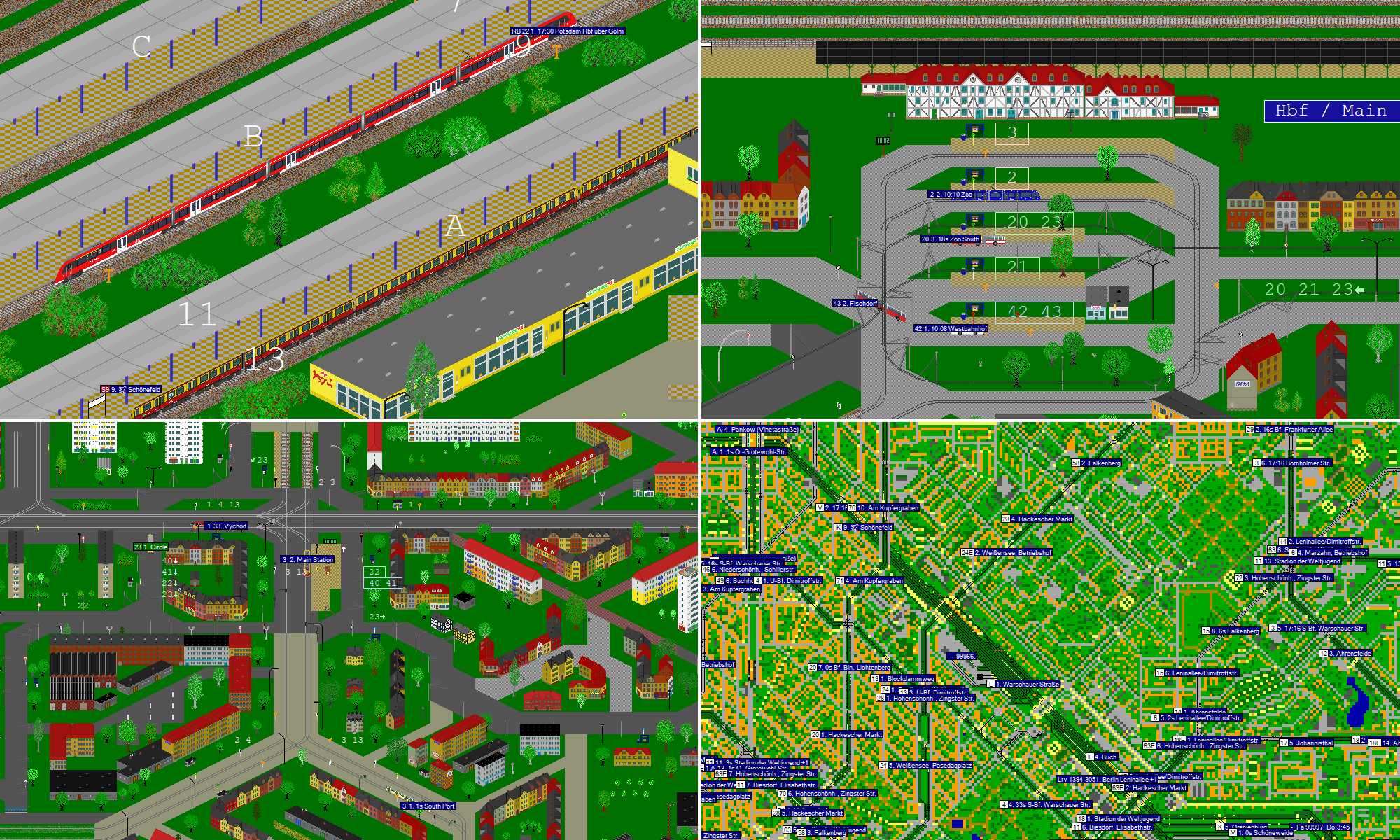
Overzicht van de simulatie

BAHN heeft ook een interne klok die naar believen sneller en langzamer kan worden ingesteld. Treinen kunnen volgens een bepaalde dienstregeling rijden waarbij met behulp van tijdhaltes een vaste vertrektijd kan worden ingesteld. Met behulp van logpunten kan worden nagegaan hoe laat treinen een bepaald punt passeren. Via berichten van de verkeersleiding (in het Duits Dispatcher-telefon) worden storingen gemeld zoals frontale botsingen, vertragingen e.d..
In het programma zijn meer dan 14.000 (spoorweg)voertuigen in verschillende kleurvarianten aanwezig. Ook het landschap kan worden vormgegeven met behulp van graphics. Het heeft een tweedimensionale grafische interface en het kent alleen 90 en 45 graden bochten.
De bestanden waarin de netten worden opgeslagen hebben als extensie nt3. Een bestand bestaat uit 65.536 x 65.536 elementen (vanaf versie 3.87). De schaal van een net kan worden vastgesteld aan de hand van het aantal elementen per kilometer, waarbij het maximum 90 elementen per kilometer is en het minimum 2 elementen per kilometer. Bij de standaardinstelling van 64 elementen per kilometer bedragen de grootste afmetingen (65.536 gedeeld door 64) 1024 bij 1024 kilometer.

## Geschiedenis
De eerste versie verscheen in 1985 en kreeg na verloop van tijd de naam Straba afkorting voor Strassenbahn oftewel in het Nederlands tram. Hiermee kon een tramnetwerk worden gesimuleerd. In 1993 verscheen een versie waarin ook treinverkeer kon worden gesimuleerd en werd de naam veranderd in BAHN.
Ook werd later de mogelijkheid toegevoegd om scheepvaartverkeer en autobusdiensten te simuleren, zij het dat het zwaartepunt van het programma op spoor- en tramwegen is blijven liggen.
In 1994 verscheen de eerste versie voor Windows. In 2005 verscheen versie 3.83. Deze versie is er in het Duits en Engels, voor onder meer Nederlands is er een aparte vertaalde interface beschikbaar. De belangrijkste nieuwe feature in deze versie is Zoom2, waarmee voertuigen in schaal 2:1 getekend kunnen worden en zo met meer detail kunnen worden uitgerust.
In juli 2007 verscheen versie 3.84. Nieuwe mogelijkheden zijn onder andere toepassing van weekdagen, waardoor per weekdag een andere dienstregeling gereden kan worden. Verder zijn de schakelmogelijkheden van seinsystemen uitgebreid en zijn er behalve de al aanwezige hoofdseinen nu ook voorseinen en gecombineerde seinen mogelijk. Versie 3.84 kent ook meerdere niveaus. Het aardoppervlak is niveau 0, daaronder bevinden zich nog vier niveaus, wat uitgebreide mogelijkheden voor het maken van tunnels geeft (in vorige versies waren de mogelijkheden voor tunnels zeer beperkt).
Versie 3.85 verscheen in november 2008. Met deze versie werd Zoom4 geïntroduceerd, waarmee voertuigen, gebouwen en sporen nog gedetailleerder weergegeven worden. Grafische elementen kunnen nu met een ingebouwde editor worden bewerkt. In deze versie is het mogelijk 20 seinen zelf te ontwerpen. Ook het afspelen van geluiden, aangestuurd door treinen en overwegen hoort tot de nieuwe mogelijkheden. Een andere verbetering is dat voertuigbewegingen in half zo grote stappen dan voorheen worden weergegeven, wat een vloeiender beeld geeft. Dit heeft wel een aanzienlijk zwaardere belasting van de computer tot gevolg, als met grote aantallen treinen wordt "gereden".
Versie 3.86 verscheen in juni 2011. De belangrijkste verandering is de mogelijkheid om zelf rijwegen (sporen, straten) te ontwerpen met de ingebouwde grafische editor. Daarnaast is er een aantal kleinere verbeteringen in deze versie doorgevoerd. Zoals gebruikelijk bij elke nieuwe versie is het aantal treinen weer flink uitgebreid.
Jan Bochman ontwikkelde in 2012 een geheel herziene BAHN-versie (BAHN 4.00B1). Deze (test)versie was ingrijpend veranderd, zo waren de "tegels" half zo lang en half zo breed geworden als in voorgaande versies. Ook was er de mogelijkheid sporen (en wegen) onder een hoek van 22,5° en 67,5° te bouwen. Verder was de manier van lijnen bouwen ingrijpend gewijzigd: er waren geen lijnelementen met een speciale functie meer, de functies werden pas aan de elementen toegekend nadat de lijn was gebouwd. Versie 4.00 werd echter niet al te enthousiast ontvangen door de BAHN-gebruikers, waardoor Jan Bochmann besloot deze versie voorlopig als betaversie te laten bestaan.
In maart 2013 verscheen versie 3.87. Omdat het maken van seinsystemen voor sommigen wat te ingewikkeld is, is de mogelijkheid geïntroduceerd deze op eenvoudige wijze te maken en wijzigen, zoals ook voor versie 3.84 het geval was. Andere nieuwe features zijn het kunnen uitschakelen van de treinverlichting en het gesloten kunnen houden van de deuren (voor bijvoorbeeld niet in dienst zijnde treinen). Er zijn nog wat kleine verbeteringen en uiteraard is het aantal treinen weer uitgebreid.
Versie 3.88 verscheen in mei 2014. Op veler verzoek is de mogelijkheid ingebouwd om rijwegen in te stellen, dat wil zeggen dat een stuk spoor (inclusief wissels) gereserveerd kan worden voor een in aantocht zijnde trein. De trein rijdt vervolgens de rijweg af, en deze komt weer vrij. Een rijweg wordt beveiligd met seinen. Omdat het begrip rijweg al een andere functie heeft in BAHN, is voor de naam beveiligde sectie gekozen. Treinen kunnen behalve een route (lijn) en treinnummer nu ook een bestemming toegewezen krijgen, analoog aan een koersbord, koersrol of filmkast op een trein of tram. Andere nieuwigheden zijn snelheidsborden die pas actief worden na het passeren van een trein (een trein kan dus pas sneller gaan rijden als hij het bord in zijn geheel voorbijgereden is) en uitgebreidere functies van datawijzigingspunten.
Versie 3.89 verscheen in april 2019. Er zijn wat nieuwe functies bijgekomen, zoals de mogelijkheid om via aan de bestemming van de trein toe te voegen en weer te wissen. Ook is het nu mogelijk om voorseinen het juiste seinbeeld te laten tonen middels een logische functie. Vertraagde treinen kunnen handmatig of via geprogrammeerde functies afgehandeld worden (bijvoorbeeld sneller laten rijden). Treinen die aan elkaar gekoppeld worden kunnen elk hun gegevens behouden (daarvoor werden de gegevens van 1 van de gekoppelde treinen voor de hele trein overgenomen). Verder zijn er scenery-elementen toegevoegd en is het aantal treinen uitgebreid tot 14.000 (waarvan 8000 geopende deuren kunnen tonen). Volgens de auteur is BAHN nu wel zo ongeveer uitontwikkeld, echte nieuwe versies zijn niet meer te verwachten. Wel verschijnt er af een toe een update met minimale wijzigingen. De meest recente versie is 3.89r5 van mei 2023.

## Editors
Naast het simulatieprogramma BAHN zijn er ook editors beschikbaar om zelf voertuigen en landschap te tekenen. Eén van deze editors, GE (GraphicEditor) genaamd is er alleen in een bètaversie. Naast GE is er ook de editor Caredi, maar deze is de laatste tijd niet verder ontwikkeld. Een alternatief is NFZ Editor van de Rus Alexander Kunov.